# 脇坂安経
脇坂 安経（わきざか やすつね）は、江戸時代前期の信濃国飯田藩の世嗣。官位は従五位下・淡路守。

## 略歴
伊予国大洲藩初代藩主・脇坂安治の5男として誕生。次兄で飯田藩初代藩主・脇坂安元の養子となった。
寛永9年（1632年）、備中国松山藩初代藩主・池田長幸は死を前にして、長男・長常と次男・長純（長教）とで領地を半分ずつ相続するよう遺言した。安経の三兄である美濃国脇坂藩主・脇坂安信は長純に娘を嫁がせていたが、この内容に不満を持ち、同年4月4日に安経と共に長幸へ抗議に訪れた。この時、長幸の弟・池田長頼と口論になった末、安経は殺害され、安信も重傷を負った。2日後の4月6日に長頼は切腹し、翌4月7日に安信は改易され、また同日に長幸が死去し、結局遺領は長常が一括相続した。
安元は死んだ安経に代わって、3代将軍・徳川家光の寵臣であった堀田正盛の弟・安利を養嗣子に迎えたが早世し、さらに正盛の次男・安政を養嗣子に迎えて家督を継がせた。